# ناتی ناتاشا
ناتی ناتاشا (به انگلیسی: Natti Natasha) (زاده ۱۰ دسامبر ۱۹۸۶) خواننده دومینیکنی است.